# Megachile bukamensis
Megachile bukamensis är en biart som beskrevs av Cockerell 1935. Megachile bukamensis ingår i släktet tapetserarbin, och familjen buksamlarbin. Inga underarter finns listade i Catalogue of Life.